# کریستین باکمن
کریستین باکمن (انگلیسی: Christian Bäckman؛ زادهٔ ۲۸ آوریل ۱۹۸۰) بازیکن هاکی روی یخ اهل سوئد بود.
از باشگاه‌هایی که در آن بازی کرده‌است می‌توان به نیویورک رنجرز اشاره کرد.